# آداموف، شهرستان ژیراردوف
آداموف، شهرستان ژیراردوف (به لاتین: Adamów, Żyrardów County) در لهستان است که در Gmina Radziejowice واقع شده‌است.

## خصوصیات
ادامو ۱۵۰ نفر جمعیت دارد.